# 윤락행위등방지법
윤락행위등방지법(淪落行爲－等防止法)은 선량한 풍속을 해치는 윤락행위를 방지하고 윤락행위를 하거나 할 우려가 있는 자를 선도함을 목적으로 한다. 윤락행위라 함은 불특정인을 상대로 하여 금품 기타 재산상의 이익을 받거나 받을 것을 약속하고 성행위를 하는 것을 말한다. 요보호자라 함은 윤락행위의 상습이 있는 자와 환경 또는 성행으로 보아 윤락행위를 하게 될 현저한 우려가 있는 자를 말한다. 이 법을 해석·적용함에 있어서는 국민의 권리가 부당하게 침해되는 일이 없도록 하여야 한다. 누구든지 윤락행위, 윤락행위의 상대자가 되는 행위, 윤락행위를 하도록 권유·유인·알선 또는 강요하거나 그 상대자가 되도록 권유·유인·알선 또는 강요하는 행위, 윤락행위의 장소를 제공하는 행위, 윤락행위를 한 자 또는 윤락 행위의 상대자에게 금품 기타 재산상의 이익을 요구하거나, 받거나 또는 받을 것을 약속하는 행위 등의 하나에 해당하는 행위를 하여서는 아니 된다. 이 법은 1961년 11월 9일 법률 제771호로 제정되어 1995년 1월 5일 법률 제4911호로 전문개정되었다. 2004년 성매매 특별법이 제정됨에 따라 윤락행위 등 방지법은 폐지되었다.